# Mysticum
Mysticum ist eine norwegische Industrial-Black-Metal-Band, die unter dem Namen Sabazios gegründet wurde.

## Bandgeschichte
Die Band wurde 1991 oder 1992 unter dem Namen Sabazios gegründet. Nach der im Dezember 1992 aufgenommenen und 1993 veröffentlichten Demoaufnahme Wintermass benannte die Band sich in Mysticum um. Øystein „Euronymous“ Aarseth von Mayhem und Deathlike Silence Productions (DSP) nahm Mysticum unter Vertrag, wurde jedoch ermordet, bevor die Band über seine Plattenfirma veröffentlichen konnte; die Band sieht seinen Tod als tragischsten Tag in der Geschichte des Black Metal an, und Mysticum-Bassist Robin Malmberg betonte, dass die Band ohne Euronymous nie gewesen wäre, was sie wurde.
Mayhems Schlagzeuger Jan Axel „Hellhammer“ Blomberg schloss sich Mysticum im Herbst 1993 an, Mysticum gaben jedoch für ihren technischen und sterilen Sound letztlich einem Drumcomputer den Vorzug. Am 14. Juni 1994 erschien über Necromantic Gallery Productions die auf 1000 Exemplare limitierte Split-7”-EP Ulverytternes Kamp/Mourning mit Ulver. 1995 nahm die Band die Stücke Kingdom Comes und In Your Grave für den Sampler Nordic Metal – A Tribute to Euronymous von Necropolis Records auf und unterschrieb bei Full Moon Productions, wo im Herbst 1996 ihr Debütalbum In the Streams of Inferno erschien. Es folgte eine Tournee mit Marduk und Gehenna; ein während dieser Tournee erstmals gespieltes, neues Stück, Eriaminell (für Here I am in Hell), erschien 1998 auf dem Sampler A Tribute to Hell – Satanic Rites.
2003 erschien das Lied Black Magic Mushrooms auf einer Split-7”-Single mit Audiopain über Worship Him Records. 2004 folgte Lost Masters of the Universe, eine Kompilation älterer Aufnahmen (ohne die Beiträge zum Euronymous-Tribut).
Die Band unterschrieb bei Peaceville Records für das angekündigte, zweite Album Planet Satan und neu gemasterte Wiederveröffentlichungen von In the Streams of Inferno und Lost Masters of the Universe. Die von In the Streams of Inferno wurde inzwischen für den 25. Februar 2013 angekündigt. Das zweite Album Planet Satan erschien schließlich im Oktober 2014.

## Musikstil und Texte
Mysticums Stil unterscheidet sich durch den Einsatz eines Drumcomputers von anderen Bands der frühen norwegischen Szene. Die Band versucht, damit einen kalten und aggressiven Klang zu erzeugen. Die Band wurde so zum Pionier des als Industrial Black Metal bezeichneten Stils. Die Beats gehen in Richtung Hardcore Techno.
Mysticums Texte sind dunkel und depressiv. Im Zusammenhang mit dem Satanismus erklärte Cerastes, die Band rebelleriere auch dagegen, dass er „für manche ein religiöser Glaube“ sei. Für sie stehe Satanismus „für die Überzeugung, dass du der einzige Meister über dein Leben und deinen Tod bist, dass du der Gegner bist, der jeden äußeren Herren oder Gott ablehnt“.

## Diskografie
- 1993: Wintermass (Demo)
- 1993: Split mit Manes
- 1993: Medusa’s Tears (Demo)
- 1994: Ulverytternes Kamp/Mourning (Split mit Ulver)
- 1995: Piss Off!!! (Demo)
- 1995: Kingdom Comes und In Your Grave auf Nordic Metal – A Tribute to Euronymous
- 1996: In the Streams of Inferno (Album)
- 1996: Eriaminell auf A Tribute to Hell – Satanic Rites
- 2003: Split-EP mit Audiopain
- 2004: Lost Masters of the Universe (Kompilation)
- 2014: Planet Satan